# Mycteria
A Mycteria a madarak (Aves) osztályának a gólyaalakúak (Ciconiiformes) rendjébe, ezen belül a gólyafélék (Ciconiidae) családjába tartozó nem.

## Előfordulásuk
A Mycteria madárnem különböző fajai megtalálhatók az Amerikákban, Afrika keleti részén, valamint Dél- és Délkelet-Ázsiában.

## Megjelenésük
Nagytestű gólyafélék. Átlagos hosszúk 90-100 centiméter, szárnyfesztávolságuk 150 centiméter. Mindegyik fajnál a tollazat főleg fehér színű; repülés közben a szárnyakon jól látszik a fekete szegély. Az óvilági fajoknál a csőr élénk sárga, a csupasz pofa pedig vörös, vagy sárga, a lábak vörösek. Az egyetlen újvilági fajnál, az erdei gólyánál ezek a színek halványabb árnyalatúak. Mindegyik fajnál a fiatal madarak, elmosódottabb színűek, mint szüleik; tollazatuk barnásabb, csőrük színe pedig halványabb.
Repülés közben a Mycteria-fajok a nyakukat előre-, míg a lábaikat hátranyújtják.

## Életmódjuk
A mocsaras síkságokat választják élőhelyül, ahol a magas fákra hatalmas fészkeket raknak. Táplálékkereséskor lassan, figyelve mozognak. Általában halakkal, békákkal és nagyobb rovarokkal táplálkoznak.

## Rendszerezés
A nembe az alábbi 4 élő faj és 2 fosszilis faj tartozik:
- erdei gólya (Mycteria americana) Linnaeus, 1758 - típusfaj
- szumátrai tantalusz (Mycteria cinerea) Raffles, 1822
- rózsás tantalusz (Mycteria ibis) (Linnaeus, 1766)
- hindu gólya (Mycteria leucocephala) (Pennant, 1769)
- †Mycteria milleri (Valentine középső miocén; Cherry County, USA) - korábban a Dissourodes nevű madárnembe sorolták
- †Mycteria wetmorei (késő pleisztocén; Nyugat- és Délkelet-USA, valamint Kuba)

Az újabb adatok szerint a M. wetmorei a mai erdei gólya nagyobb testű testvértaxonja lehetett, és a pleisztocén idején a modern kisebb gólyát helyettesítette az észak-amerikai kontinensen.

### Kérdéses kövületek
A késő pleisztocénből származó, a mexikói San Josecito barlangban talált orsócsont (radius) talán nem Ciconia, hanem inkább Mycteria maradvány; méretéből ítélve a madár, amelyhez ez a csont tartozott kisebb volt, mint a mai amerikai gólyák és a Ciconia-fajok. A brazíliai Rio Grande do Sul folyómentén talált gólyaszerű kövületek, meglehet, hogy valójában a modern erdei gólyához tartoznak és a késő pleisztocénből származnak, azaz nem régebbiek néhány tízezer évnél. Argentínában, a Paraná folyómenti késő miocén korszakból származó Ituzaingó nevű formációban is találtak, Mycteriaszerű maradványokat, de ezeket még nem sikerült pontosan azonosítani.

### Fordítás
- Ez a szócikk részben vagy egészben  a   Mycteria című angol Wikipédia-szócikk ezen változatának fordításán alapul.  Az eredeti cikk szerkesztőit annak laptörténete sorolja fel. Ez a jelzés csupán a megfogalmazás eredetét és a szerzői jogokat jelzi, nem szolgál a cikkben szereplő információk forrásmegjelöléseként.